# Rudolf Handel
Rudolf von Handel (1. srpna 1821 Nieder-Ingelheim – 17. září 1879 Linec) byl rakouský politik německé národnosti, v 2. polovině 19. století poslanec Říšské rady.

## Biografie
Pocházel ze staré německé rodiny povýšené v roce 1819 do stavu svobodných pánů, Byl synem rakouského diplomata a dvorního rady Paula Handela (1776–1847), studoval na Univerzitě v Innsbrucku a na právnicko-politické fakultě Vídeňské univerzity. Od roku 1843 působil jako právník na soudní praxi v Salcburku. Od roku 1844 byl auskultantem v Linci, pak asesorem u okresního soudu v Braunau. Později působil coby koncipista na ministerstvu spravedlnosti ve Vídni a následně jako rada vrchního zemského soudu v Ödenburgu. Od roku 1860 byl radou vrchního zemského soudu v Linci a od roku 1873 prezidentem zemského soudu. Byl veřejně a politicky aktivní. Od roku 1878 zastával funkci prezidenta muzea Francisco Carolinum v Linci.
Zasedal jako poslanec Hornorakouského zemského sněmu, kam nastoupil roku 1870 a setrval zde do roku 1877. Zastupoval velkostatkářskou kurii. Byl též náhradníkem zemského výboru a v letech 1871–1873 náměstkem zemského hejtmana. Patřil k liberálům.
Byl i poslancem Říšské rady (celostátního parlamentu Předlitavska), kam nastoupil v prvních přímých volbách roku 1873 za velkostatkářskou kurii v Horních Rakousích. Jeho volba byla prohlášena 18. prosince 1874 za neplatnou, ale po znovuzvolení 11. února 1875 opětovně složil slib. V roce 1873 se uvádí jako baron Rudolf von Handel, prezident c. k. zemského soudu, bytem Linec. V roce 1873 zastupoval v parlamentu ústavověrný blok, v jehož rámci patřil ke křídlu Strany ústavověrného velkostatku. Na poslanecký mandát rezignoval roku 1878. V parlamentu ho pak nahradil August Dehne.
Zemřel v září 1879 po dlouhé nemoci.
Jeho starší nevlastní bratr Heinrich (1806–1887) sloužil v armádě a v hodnosti polního zbrojmistra byl nakonec prezidentem Nejvyššího vojenského soudu. Další bratr Maximilian (1809–1885) byl rakouským diplomatem a v letech 1848–1866 dlouholetým vyslancem ve Württembersku. Další bratr Sigmund (1822–1887) působil jako státní úředník a později byl také poslancem říšské rady. Potomci rodu se ve veřejném životě uplatňovali i v dalších generacích, Rudolfův synovec Eduard von Handel-Mazzetti (1838–1898) byl rakousko-uherským generálem, další synovec Erasmus von Handel (1860–1928) byl dlouholetým místodržitelem v Horním Rakousku a v letech 1916–1917 rakouským ministrem vnitra.